# Sebastiansplatz (München)

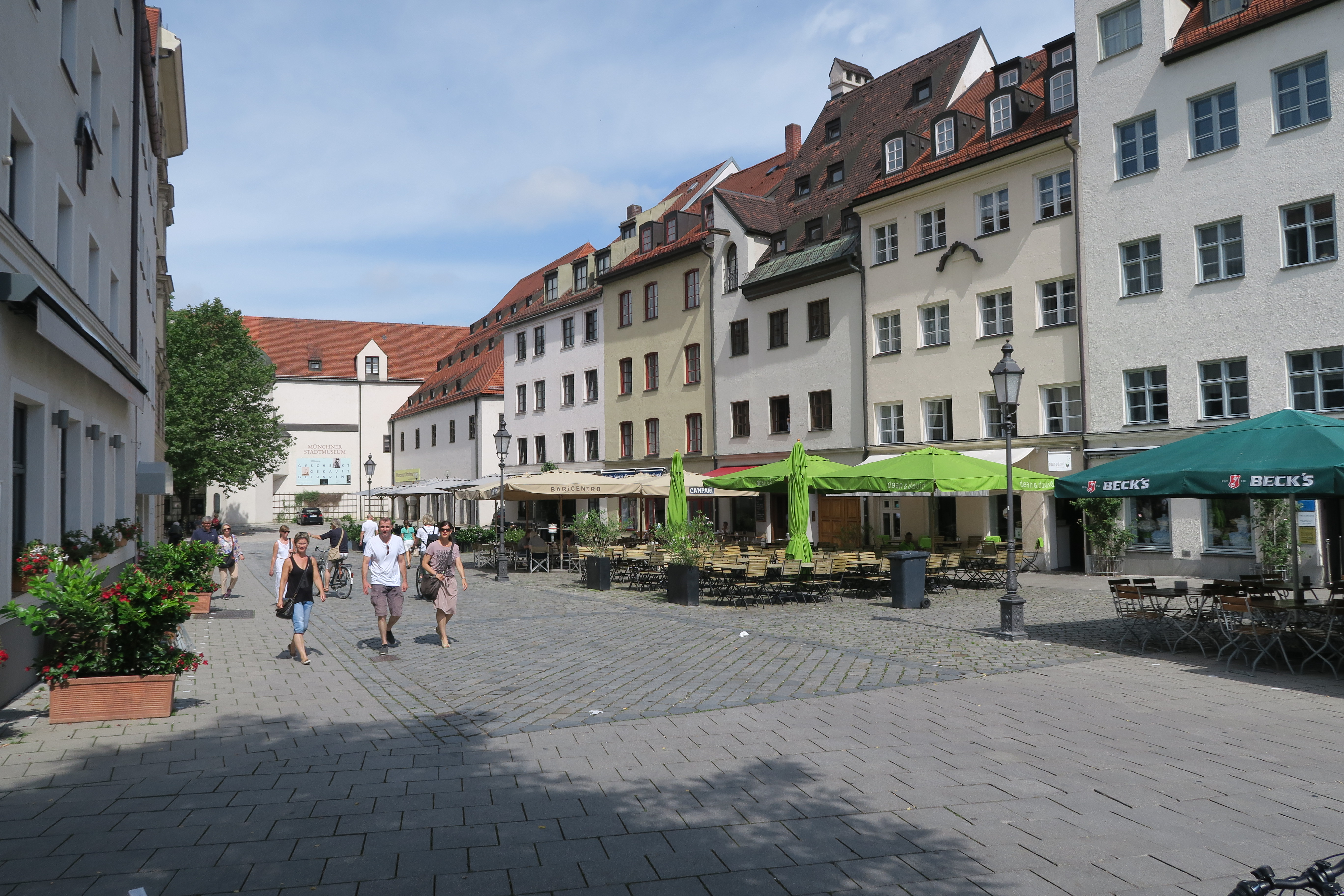
Sebastiansplatz, im Hintergrund das Stadtmuseum

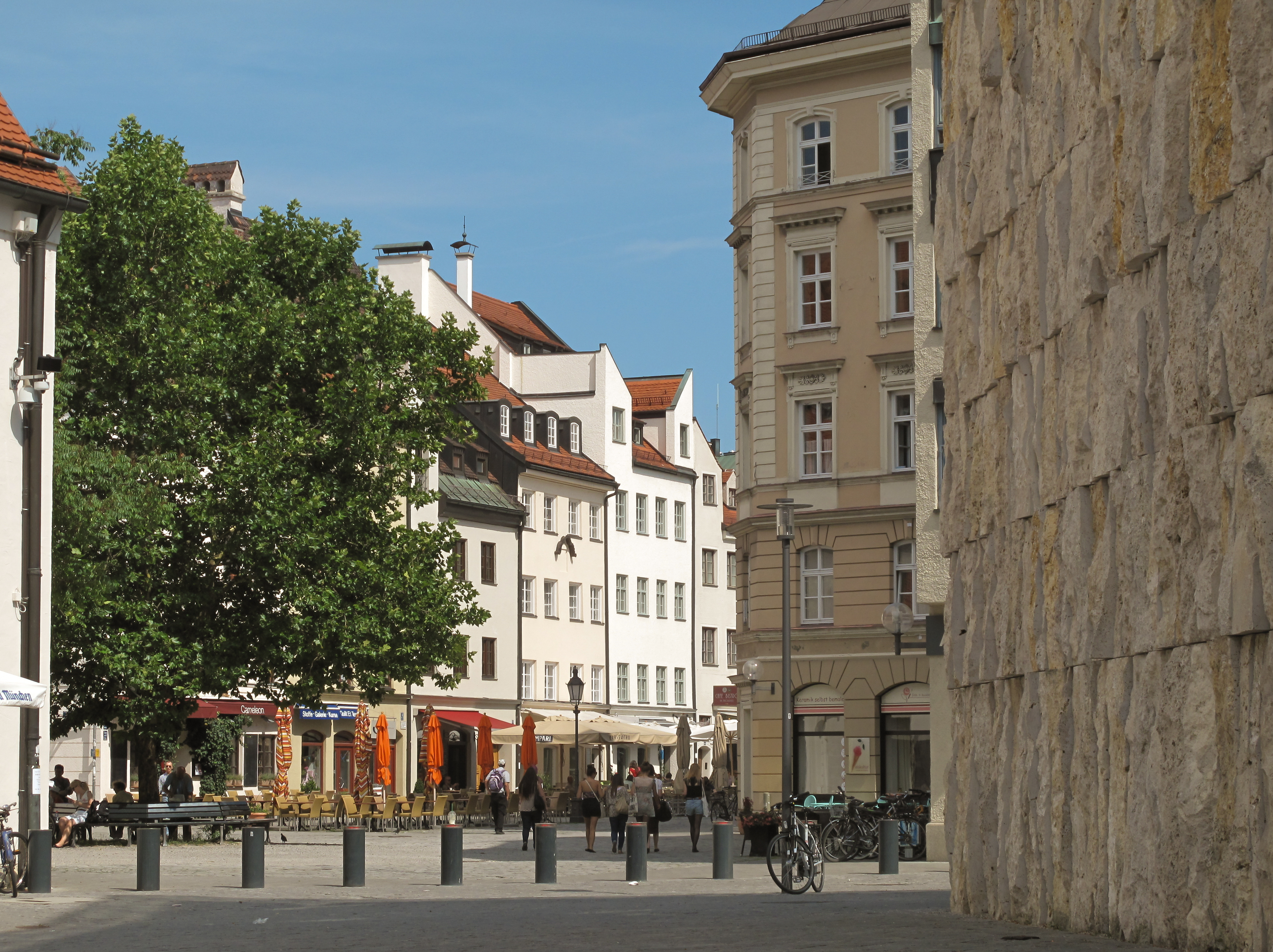
Fußgängerzone, Blick vom Sankt-Jakobs-Platz

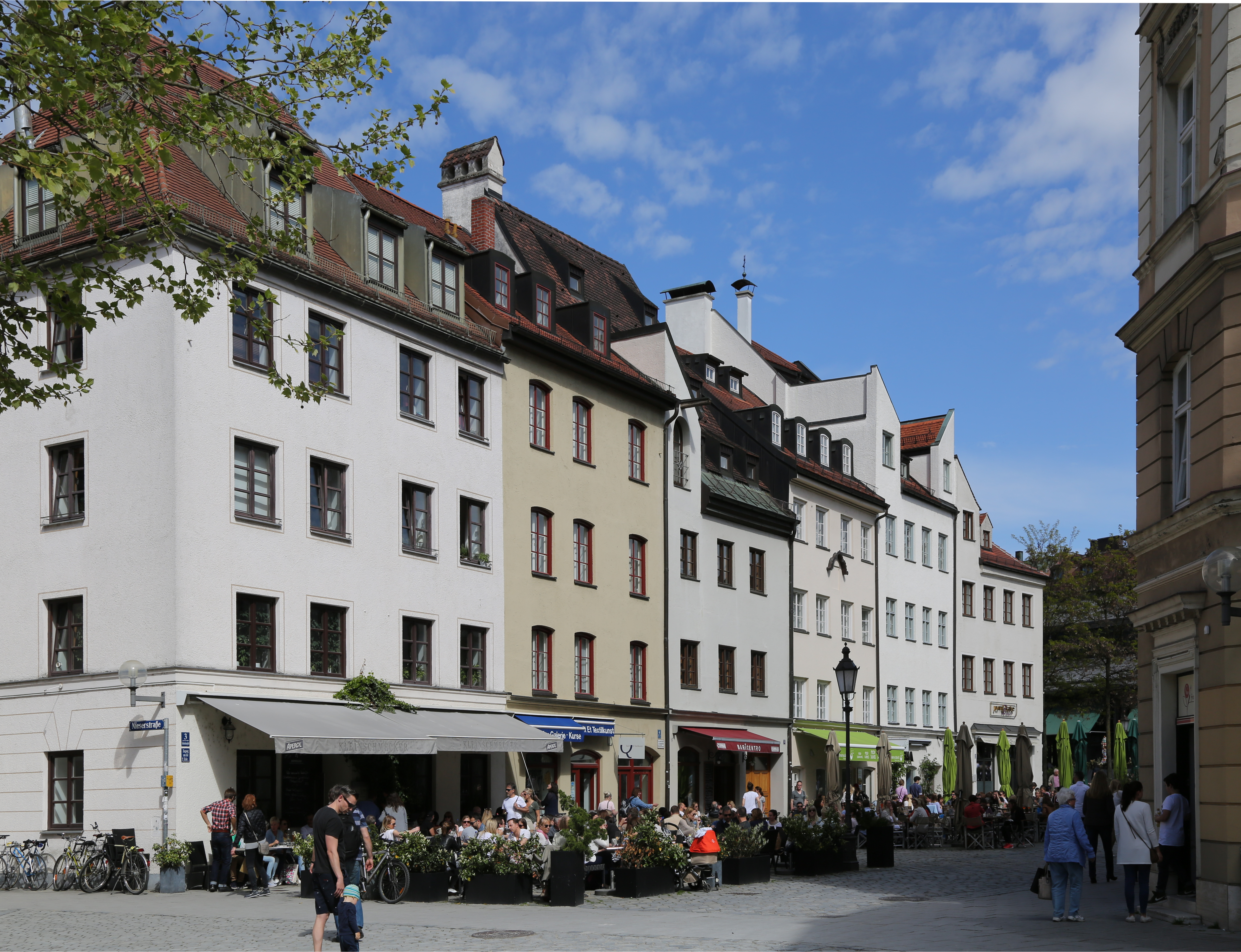
Historische Seifensiederhäuser, Blick von Westen

Der Sebastiansplatz ist ein Platz in der Münchner Altstadt.

## Lage
Er grenzt an den westlich gelegenen Sankt-Jakobs-Platz an, mit dem er sich in der bayerischen Uraufnahme von 1808 den Namen Anger-Platz teilte. Östlich führte er zum Flaschenthurm-Gässchen, der heutigen Prälat-Zistl-Straße.

## Geschichte
Das Gebiet war bereits im 12. Jahrhundert erschlossen. Seit der zweiten Münchner Stadterweiterung lag er innerhalb der dort 1478–1499 erbauten zweiten Stadtmauer. Die heute untertägigen spätmittelalterlichen und frühneuzeitlichen Siedlungsteile sind mit der Denkmalnummer D-1-7835-0414 als Bodendenkmal geschützt. Auf dem 1613 von Tobias Volckmer erstellten Stadtplan Münchens hat der Platz bereits in etwa seine heutige Form und Größe von ca. 1600 m². Die namensgebende kleine spätmittelalterliche Kapelle St. Sebastian (Sebastiani-Kapelle auf dem Anger) wurde kurz nach 1806 in ein Wohnhaus umgebaut. Sie ging auf das Kloster Ebersberg zurück, das dort ein Haus besaß und dem sie angefügt wurde.

## Beschreibung
Die Nordseite des Platzes ist geprägt von einem dreigeschossigen und fünf viergeschossigen Bürgerhäusern, die unter Denkmalschutz stehen. Diese sind im Kern im 15./16. Jahrhundert als sogenannte Seifensiederhäuser entstanden, da damals die Isar noch unmittelbar östlich der Stadtmauer floss. Die heute teils noch erhaltene Bausubstanz im Baustil der Neorenaissance stammt größtenteils aus den Jahren 1761 bis 1890. Sie sind die älteste geschlossen erhaltene Häuserzeile in München.
Südöstlich steht ein markantes fünfgeschossiges Mietshaus, das zum Ende des 19. Jahrhunderts gebaut wurde. Der abgeschrägte Eckbau mit Mansardwalmdach und Zierstuckfassade steht ebenfalls unter Denkmalschutz.
Die restliche Bebauung um den Platz entstand in der Neuzeit. Der Platz ist mit Granitsteinen (Bischofsmützensteinen) gepflastert. Er zählt zu den beliebtesten Café- und Restaurantmeilen der Altstadt. An ihm liegt nordwestlich das Münchner Stadtmuseum und südöstlich die Schrannenhalle.